# Parachilus bimammillatus
Parachilus bimammillatus är en stekelart som först beskrevs av Giordani Soika 1944.  Parachilus bimammillatus ingår i släktet Parachilus och familjen Eumenidae. Utöver nominatformen finns också underarten P. b. occidentalis.